# Andrijiwka (rejon iziumski)
Andrijiwka (ukr. Андріївка) – wieś na Ukrainie, w obwodzie charkowskim, w rejonie iziumskim. W 2001 liczyła 50 mieszkańców.